# Abu-Firàs al-Hamdaní
Al-Hàrith ibn Abi-l-Alà Saïd ibn Hamdan at-Taghlibí (932 - 968), conegut com a Abu-Firàs al-Hamdaní (àrab: أبو فراس الحمداني, Abū Firās al-Ḥamdānī) fou un poeta àrab, governador hamdànida de Manbidj (948-962) i d'Homs (967-968).
Nadiu probablement d'Iraq, el seu pare Saïd, també poeta, va morir a mans del seu nebot Nàssir-ad-Dawla quan tractava d'ocupar Mossul el 935. La seva mare era una conversa grega (umm wàlad) i es va traslladar després a Alep amb un cosí, Sayf-ad-Dawla que havia ocupat aquesta ciutat el 944. Llavors tenia uns 13 anys i va fer els seus estudis a la ciutat sota la protecció de l'emir, que es va casar amb la seva germana.
El 947/948 fou nomenat governador de Manbij, govern al que després va afegir el d'Haran i va combatre els nizarites de Diyar Mudar i del desert sirià. També va participar en algunes lluites del seu cosí contra els romans d'Orient. en les quals el 951 fou fet presoner però es va poder escapar a Kharsana, saltant a cavall al riu Eufrates. El 962 en les operacions dels romans d'Orient preparatòries del setge d'Alep, fou fet presoner a Manbidj i fou portat a Constantinoble, on va restar fins a l'intercanvi de presoners del 966.
En tornar fou nomenat governador d'Homs i poc després (967) va morir Sayf-ad-Dawla. Llavors es va revoltar contra el seu fill i successor, el seu nebot Sad-ad-Dawla, però fou derrotat i la rebel·lió sufocada el 968. Abu Firas fou fet presoner i va ser mort pel general Karghawayh el 4 d'abril del 968.
Va escriure diversos poemes sobre els hamdànides, però la seva obra principal, escrita a la captivitat de Constantinoble, són els Rumiyyat. El seu diwan fou editat pel gramàtic amic seu Ibn Lhlawayh (+980)